# Jordanoleiopus leonensis
Jordanoleiopus leonensis là một loài bọ cánh cứng trong họ Cerambycidae.